# Moose Goheen
Francis Xavier "Moose" Goheen (White Bear Lake, Minnesota, 8 de febrer de 1894 - Saint Paul, Minnesota, 13 de novembre de 1979) va ser un jugador d'hoquei sobre gel estatunidenc que va competir a començaments del segle xx.
Mentre estudiava a la Universitat d'Indiana Goheen fou un destacat esportista en futbol americà, beisbol i hoquei sobre gel.
Goheen va formar part de l'equip del St. Paul Athletic Club que va guanyar els campionats d'hoquei amateur dels Estats Units en les temporades 1915-16 i 1916-17. En finalitzar la temporada 1916-17 Goheen es va allistar a l'exèrcit dels Estats Units i va servir a Europa durant la Primera Guerra Mundial. En finalitzar la guerra va tornar al St. Paul Athletic Club. El 1920 va prendre part en els Jocs Olímpics d'Anvers. En ells guanyà la medalla de plata en la competició d'hoquei sobre gel, després de perdre la final contra la selecció del Canadà. Fora de l'hoquei, Goheen va treballar a la Northern States Power Company, refusant participar en els Jocs Olímpics d'Hivern de Chamonix de 1924, així com diverses ofertes per jugar a la NHL amb els Boston Bruins i Toronto Maple Leafs.
El 1952 Moose Goheen va ser incorporat al Hockey Hall of Fame. També va ser escollit per formar part del Minnesota Sports Hall of Fame el 1958 i el United States Hockey Hall of Fame el 1973.